# Segunda Batalla de Zauiya
La Segunda Batalla de Zauiya fue un enfrentamiento entre las tropas leales a Muamar el Gadafi y los rebeldes por el control de la ciudad de Zauiya. La batalla terminó con un triunfo de los leales a Muamar el Gadafi.

## La batalla
Los primeros días de junio hubo algunos incidentes en la ciudad, la cual, no obstante, permaneció bajo firme control de los leales a Gadafi. El 11 de junio, un portavoz del Consejo Nacional de Transición dijo que los rebeldes habían capturado la parte oeste de la ciudad. Momentáneamente, no hubo una confirmación independiente. Unas horas más tarde, Reuters confirmó que la vía costera había sido  cerrada pra el uso exclusivo de soldados. Esa misma tarde, un habitante de Zauiya confirmó que había fuertes combates entre los leales a Gadafi y los rebeldes. Según los rebeldes, el general gadafista Khouwildy el Ahmeidy, fue herido de gravedad en un ataque aéreo de la OTAN cuando se dirigía a Zauiya.
A la mañana siguiente un habitante de Zauiya dijo que 30 rebeldes habían muerto y 20 habían resultado heridos hasta el momento y confirmó que la rebelión había capturado la zona oeste de la ciudad, si bien los leales a Gadafi estaban en el centro y en el este. Guma el Gamaty, el coordinador del Reino Unido en el Consejo Nacional de Transición, dijo que los rebeldes que combatían en Zauiya provenían de las Montañas Nafusa mientras que Moussa Ibrahim, el portavoz del gobierno de Gadafi, dijo que entre 20 y 25 guerrilleros rebeldes se habían infiltrado en la ciudad y estaban siendo derrotados.
Según algunos reportes, durante el día llegaron refuerzos a los leales a Gadafi. Ya entrada la noche, un portavoz del gobierno de Gadafi anunció que los rebeldes habían sido derrotados en Zauiya y expulsados a los suburbios de la ciudad tras horas de combate. Un grupo de periodistas extranjeros fue enviado de Trípoli a Zauiya para confirmar la victoria de los gadafistas. Los periodistas vieron que las calles del este de la ciudad estaban vacías y que en la plaza, donde los rebeldes había alegado estar una horas antes, ondeaba la bandera verde de Gadafi. Sin embargo, un periodista afirmó que se oían tiros provenientes de la zona oeste de la ciudad, donde aparentemente proseguía el combate. El 13 de junio, el contanto con el rebelde de la ciudad que informaba a los periodistas de la situación se había perdido y la vía costera que va a Túnez pasando por Zauiya había sido abierta. Algunos periodistas extranjeros fueron llevador por la vía confirmando su apertura en la zona de Zauiya.